# يو إس إس نورث كارولاينا (بي بي-55)
يو أس أس نورث كارولينا بالإنجليزية:(USS North Carolina (BB-55، هي السفينة الأولى في فئة نورث كارولينا للبارجات السريعة، وأول قطعة من نوعها بنيت لصالح بحرية الولايات المتحدة، بنيت بناء على معاهدة واشنطن البحرية، كان تصميم السفينة محدوداً من ناحية الإزاحة والتسليح، رغم ذلك استعملت الولايات المتحدة بندا في معاهدة لندن البحرية الثانية لزيادة تسليح المدفع الرئيسي من 360 ملم إلى 410 ملم. وضعت السفينة في الحوض الجاف عام 1937 وانجزت في أبريل 1941، وبينما كانت الولايات المتحدة محايدة خلال الحرب العالمية الثانية. خلال هذه الفترة، تم تشغيلها على الساحل الشرقي للولايات المتحدة الأمريكية.
بعد الهجوم الياباني على ميناء بيرل هاربر في ديسمبر، تم حشد البارجة نورث كارولينا للحرب وأرسلت في البداية لآيسلندا لمواجهة غارة جوية محتملة من البارجة الألمانية تيربيتز، على أية حال لم يتحقق هذا الأمر وتم إرسال البارجة على الفور للمحيط الهادئ لدعم قوات الحلفاء خلال حملة جوادلكانال. وهناك، غطت حاملات الطائرات التي شاركت في الحملة وشاركت في معركة سليمان الشرقية في24-25 أغسطس، حيث أسقطت عدة طائرات يابانية. في الشهر التالي، قصفت بالطوربيدات من قبل الغواصات اليابانية ولكنها لم تتضرر بشكل خطير. بعد إصلاحها عادت للحملة واستمرت في تغطية حاملات الطائرات خلال الحملات عبر المحيط الأطلسي في 1943 و 1944 من صمنها حملة جزيرة جيلبيرت ومارشال وحملة جزر ماريانا وبالاو، حيث قاتلت خلال معركة بحر الفلبين.
خضعت نورث كارولينا للإصلاح خلال غزو الفلبين، ولكنها شاركت في الأحداث اللاحقة لمعركة الفلبين البحرية، وكانت حاضرة عندما تعرض الأسطول للدمار خلال إعصار كوبرا. شاركت كذلك في عمليات هجومية لدعم معركة معركة ايو جيما ومعركة أوكيناوا عام 1945، بما في ذلك العديد من الهجمات على اليابان. جراء استسلام اليابان في أغسطس من نفس العام، أعادت البارجة الموظفين الأمريكيين إلى بلدهم ضمن عملية الستارة السحرية. خدمت نورث كارولينا لفترة قصيرة على الساحل الشرقي للولايات المتحدة عام 1946 قبل خروجها من الخدمة السنة التالية ووضعت في الخدمة الاحتياطية. شطبت من سجل السفن البحرية عام 1960، وحفظت السفينة من التفكيك بحملة للحفاظ عليها كقطعة بحرية في متحف السفن في ولاية نورث كارولينا التي تحمل إسمها. أفتتح متحف نورث كارولينا عام 1962 في ويلمنغتون نورث كارولينا.

## التصميم
كانت فئة نورث كارولينا أول بارجة ذات تصميم جديد وفق نظام معاهدة واشنطن البحرية حيث كان تصميمها مقيداً وفق معاهدة لندن البحرية الثانية عام 1936 والتي وضعت قيداً على بطاريات مدافعها الرئيسية ولا يجب أن يزيد قطرها عن 360 ملم (14 إنش). قيم الملجس العام لبحرية الولايات المتحدة عدداً من التصاميم يتراوح بين البوارج التقليدية ذات سرعة 23 عقدة (43 ك) والقريبة إلى فئة البوارج القياسية، أو البوارج السريعة، في النهاية تم اختيار البوارج السريعة المسلحة بمدافع عيار 14 إنشاً. بعد أن أصبحت السفن مرخصة وعلى الرغم من ذلك إحتجت الولايات المتحدة على «شرط المصعد» في المعاهدة والذي يسمح بزيادة عيار المدفع إلى 16 إنشاً في حال رفضت أي دولة عضو التوقيع على المعاهدة، وهذا ما فعلته اليابان.